# Shinwari
Shinwari är ett distrikt i Afghanistan. Det ligger i provinsen Parwan, i den nordöstra delen av landet, 70 kilometer norr om huvudstaden Kabul.
Distriktet beräknades år 2022 ha cirka 48 000 invånare.